# Aulichthys
Aulichthys is een geslacht van straalvinnige vissen uit de familie van zandalen (Hypoptychidae).